# Lycée Saint-Louis
Lycée Saint-Louis (Lyceum Svatého Ludvíka) je lyceum v Paříži. Sídlí v Latinské čtvrti v 6. obvodu na Boulevardu Saint-Michel č. 44. Je jediným francouzským veřejným lyceem, které je určeno výhradně pro přípravu ke studiu na francouzských vysokých školách typu grande école. Škola se zaměřuje především na přírodovědné předměty jako matematika, fyzika, chemie, technické vědy apod. Škola je známá svou kvalitou výuky a svými výsledky při přijetí absolventů na grande école typu inženýrství a obchodu. Na škole studuje 1385 studentů.

## Historie
V roce 1280 založil Raoul d'Harcourt, biskup z Coutances kolej pro chudé studenty, kteří do Paříže přicházeli za studiem z Normandie. Kolej získala jeho jméno – Collège d'Harcourt. Kolej se kromě ubytování stala místem vzdělávání a od 16. století získala renomé, které zvýšila zejména v 17. a 18. století. V roce 1793 Národní konvent školu uzavřel, jako i další francouzské vysoké školy a budova sloužila jako věznice.
V roce 1812 vydal Napoleon I. dekret o znovuotevření školy. Škola byla obnovena až v říjnu 1820 jako Královská kolej Svatého Ludvíka (Collège royal Saint-Louis) v místě bývalé koleje Harcourt se specializací na přírodní vědy.

## Absolventi
Na Collège d'Harcourt:
- Charles Perrault – spisovatel
- Nicolas Boileau – spisovatel
- Jean Racine – dramatik
- Denis Diderot – spisovatel a filozof
- Charles Maurice de Talleyrand-Périgord – politik a diplomat

Na Lycée Saint-Louis:
- Charles Gounod – skladatel
- Louis Pasteur – biolog
- Joseph Bertrand – matematik
- Émile Zola – spisovatel
- Georges Feydeau – dramatik
- Antoine de Saint-Exupéry – spisovatel a letec
- Louis Eugène Félix Néel – fyzik, nositel Nobelovy ceny za fyziku 1970
- André Weil – matematik
- Claude Simon – spisovatel, nositel Nobelovy ceny za literaturu 1985
- Alain Robbe-Grillet – spisovatel
- René Thom – matematik, nositel Fieldsovy medaile 1958
- Georges Charpak – fyzik, nositel Nobelovy ceny za fyziku 1992
- Pierre-Gilles de Gennes – fyzik, nositel Nobelovy ceny za fyziku 1991